# Pramenáč (Krušné hory)
Pramenáč (německy Bornhauberg) je se svou výškou 910 m n. m. nejvyšším bodem Cínovecké hornatiny, což je okrsek Loučenské hornatiny, která je podcelkem Krušných hor. Nachází se 2 km severovýchodně od obce Mikulov, avšak katastrálně spadá vrcholová část pod město Košťany. Pramenáč je tvořen ryolitovým ignimbritem (dříve uváděného jako těleso teplického ryolitu), jako celá Cínovecká hornatina. Jedná se o plochý vrchol širokého, asymetrického, rozvodního hřbetu. Ve vrcholové části se zachovaly zbytky zarovnaného povrchu s rašeliništi, v příkřejším jihovýchodním svahu jsou četné rozptýlené sutě a suťové proudy. Hora je zalesněna smrkovými porosty a malou příměsí břízy a borovice.